# Johann Reese
Johann Reese (ur. 5 maja 1906, zm. 8 października 1946 w Hameln) – zbrodniarz hitlerowski, kierownik komanda więźniarskiego (Kommandoführer) w obozie koncentracyjnym Neuengamme i SS-Unterscharführer. Skazany na karę śmierci w pierwszym procesie załogi Neuengamme przez brytyjski Trybunał Wojskowy w Hamburgu. Wyrok wykonano przez powieszenie w więzieniu Hameln.